# NGC 3113
NGC 3113 (другие обозначения — ESO 435-35, MCG -5-24-21, UGCA 198, AM 1002-281, IRAS10021-2812, PGC 29216) — спиральная галактика в созвездии Насос.
Этот объект входит в число перечисленных в оригинальной редакции «Нового общего каталога».
Галактика низкой поверхностной яркости в инфракрасном диапазоне. Чаще всего такие галактики небольшого размера, однако NGC 3113 достаточно крупная. 
Галактика NGC 3113 входит в состав группы галактик NGC 3175. Помимо NGC 3113 в группу также входят NGC 3125, NGC 3137, NGC 3175 и ESO 499-37.